# Harry Stafford
Harry Stafford le 29 novembre 1869 à Nantwich, Cheshire et mort le 24 octobre 1940, est un joueur de football anglais. Après avoir joué à Crewe Alexandra FC, il rejoint en 1896 Newton Heath qui deviendra Manchester United en 1902. Il est le premier capitaine du club mancunien, avant de se retirer en 1903.
Selon la légende, le saint-bernard de Stafford s'est échappé alors qu'il collectait des fonds pour sauver Newton Heath de la faillite. Le chien aurait été retrouvé par un patron de pub, en compagnie du brasseur John Henry Davies. Celui-ci aurait alors décidé de venir à la rescousse du club.